# Mattersburger Schnellstraße
De Mattersburger Schnellstraße is een Oostenrijkse autoweg met het wegnummer S4. De weg is gelegen tussen de A2 bij Wiener Neustadt en de aansluiting met de S31 bij Mattersburg. De totale lengt van de autoweg bedraagt ongeveer 17 km en de weg loopt door het Burgenland en Neder-Oostenrijk.
Autobahnen: A1 · A2 · A3 · A4 · A5 · A6 · A7 · A8 · A9 · A10 · A11 · A12 · A13 · A14 · A21 · A22 · A23 · A24 · A25 · A26
Schnellstraßen: S1 · S2 · S3 · S4 · S5 · S6 · S7 · S8 · S10 · S16 · S18 · S31 · S33 · S34 · S35 · S36 · S37